# Струзька волость
Струзька волость — історична адміністративно-територіальна одиниця Ушицького повіту Подільської губернії з центром у селі Струга.

## Склад волості
Станом на 1885 рік складалася з 12 поселень, 9 сільських громад. Населення — 8 872 осіб (4 406 чоловічої статі та 4 466 — жіночої), 1322 дворових господарства.
|                     | Площа, десятин | У тому числі орної, десятин |
| ------------------- | -------------- | --------------------------- |
| Сільських громад    | 7892           | 5988                        |
| Приватної власності | 4276           | 2743                        |
| Казенної власності  | —              | —                           |
| Іншої власності     | 351            | 299                         |
| Загалом             | 12519          | 9030                        |

Основні поселення волості:
- Струга — колишнє власницьке село при річці Калюсик, за 7 верст від повітового міста, 1800 осіб, 317 дворових господарств,  волосне правління, православна церква, костел, школа, заїжджий будинок, 2 водних млини.
- Балабанівка — колишнє власницьке село при річці Батіг, 553 осіб, 98 дворових господарств, православна церква, заїжджий будинок.
- Дурняки — колишнє власницьке село при річці Матірка, 378 осіб, 55 дворових господарств, православна церква.
- Золотогірка — колишнє власницьке село при річці Батіг, 156 осіб, 33 дворових господарств.
- Куча — колишнє власницьке село при річці Калюс, 2609 осіб, 411 дворових господарств, православна церква, 2 заїжджих двори.
- Мала Стружка — колишнє власницьке село при річці Батіг, 772 осіб, 135 дворових господарств, православна церква, заїжджий будинок, водяний млин.
- Слобідка-Кучська  — колишнє власницьке село при річці Калюс, 1103 осіб, 176 дворових господарств, православна церква, заїжджий будинок, водяний млин.
- Слобідка-Щербовецька — колишнє власницьке село при річці Батіг, 265 осіб, 44 дворових господарств.
- Щербівці  — колишнє власницьке село при річці Батіг, 384 осіб, 61 дворових господарств, православна церква, заїжджий будинок, 2 водяних млини, цегельня, черепичний завод.
- Філянівка — колишнє власницьке село, 450 осіб, 55 дворових господарств, православна церква, заїжджий двір.

## Ліквідація волості
Друга сесія ВУЦВК VII скликання, яка відбувалася 12 квітня 1923 р., своєю постановою «Про новий адміністративно-територіальний поділ України» скасувала волості і повіти, замінивши їх районами. Після ліквідації всі населені пункти Струзької волості ввійшли до складу Новоушицького району.